# Ludwig Maurer
Ludwig Maurer (Munique, 11 de dezembro de 1859 – Munique, 10 de janeiro de 1927) foi um matemático alemão.

## Vida
Maurer foi o filho mais velho do historiador do direito Konrad Maurer. Estudou na Universidade de Munique e obteve um doutorado em 1886 na Universidade de Estrasburgo. Obteve a habilitação em 1888. Em 1896 foi professor extraordinário em Estrasburg e em 1909 professor da Universidade de Tübingen onde aposentou-se em 1926.
Trabalhou com grupos de Lie e escreveu com Heinrich Burkhardt o artigo Kontinuierliche Transformationsgruppen na Encyklopädie der mathematischen Wissenschaften.
Maurer não casou e não teve filhos. Viveu os últimos anos de sua vida em Munique e está sepultado no Alter Südfriedhof em Munique.

## Obras
- Ueber continuirliche Transformationsgruppen, Mathematische Annalen 39, 1891, p. 409–440
- Ueber Functionen einer reellen Variabeln, welche Derivirte jeder Ordnung besitzen, Mathematische Annalen 41, 1892, p. 377–402
- Zur Theorie der continuirlichen, homogenen und linearen Gruppen, Münchner Berichte 24, 1894, p. 297–341
- Ueber die Mittelwerthe der Functionen einer reellen Variabeln, Mathematische Annalen 47, 1896, p. 263–280
- com Heinrich Burkhardt: Kontinuierliche Transformationsgruppen, Encyklopädie der mathematischen Wissenschaften II A 6, B. G. Teubner, Leipzig 1900, p. 401–436
- Über die Endlichkeit der Invariantensysteme, Mathematische Annalen 57, 1903, p. 265–313
- Ueber die Differentialgleichungen der Mechanik, Göttinger Nachrichten, 1905, p. 91–116
- Heinrich Durège: Elemente der Theorie der Funktionen einer komplexen veränderlichen Größe (5. Auflage neu bearbeitet von Ludwig Maurer), B. G. Teubner, Leipzig 1906 (nur die Einleitung Durèges wurde beibehalten)
- Heinrich Durège: Theorie der elliptischen Funktionen (5. Auflage neu bearbeitet von Ludwig Maurer), B. G. Teubner, Leipzig 1908 (im Internet-Archiv; englische Rezension)